# Kuwanimyia orbitalis
Kuwanimyia orbitalis là một loài ruồi trong họ Tachinidae.